# کارلزبرگ ۵۸۹۰
سیارک ۵۸۹۰ (به انگلیسی: 5890 Carlsberg، نامگذاری:1979KG) پنج هزار و هشتصد و نودمین سیارک کشف شده‌است که در ۱۹ مه ۱۹۷۹ کشف شد.
قدر مطلق سیارک برابر ۱۲٫۱۰ است.